# Gymnastique aux Jeux olympiques d'été de 1928
Navigation
Paris 1924 Los Angeles 1932

## Tableau des médailles
| Rang | Nation          | Or | Argent | Bronze | Total |
| ---- | --------------- | -- | ------ | ------ | ----- |
| 1    | Suisse          | 5  | 2      | 2      | 9     |
| 2    | Tchécoslovaquie | 1  | 3      | 1      | 5     |
| 3    | Yougoslavie     | 1  | 1      | 3      | 5     |
| 4    | Pays-Bas        | 1  | 0      | 0      | 1     |
| 5    | Italie          | 0  | 2      | 0      | 2     |
| 6    | Finlande        | 0  | 0      | 1      | 1     |
| -    | Grande-Bretagne | 0  | 0      | 1      | 1     |

## Gymnastique artistique

### Concours général individuel hommes
| Rang                                | Nom            | Pays        | Points |
| ----------------------------------- | -------------- | ----------- | ------ |
| Médaille d'or, Jeux olympiques      | Georges Miez   | Suisse      |        |
| Médaille d'argent, Jeux olympiques  | Hermann Hänggi | Suisse      |        |
| Médaille de bronze, Jeux olympiques | Leon Štukelj   | Yougoslavie |        |

### Concours général par équipes hommes
| Rang                                | Nom | Pays            | Points |
| ----------------------------------- | --- | --------------- | ------ |
| Médaille d'or, Jeux olympiques      | Hans Grieder August Güttinger Hermann Hänggi Eugen Mack Georges Miez Otto Pfister Eduard Steinemann Melchior Wezel  | Suisse          |        |
| Médaille d'argent, Jeux olympiques  | Josef Effenberger Jan Gajdos Jan Koutny Emanuel Löffler Bedřich Šupčík Ladislav Tikal Ladislav Vacha Vaclav Vesely  | Tchécoslovaquie |        |
| Médaille de bronze, Jeux olympiques | Eduard Antonijevic Dragutin Cioti Stane Derganc Boris Gregorka Anton Malej Ivan Porenta Josip Primožič Leon Štukelj | Yougoslavie     |        |

### Concours général par équipes femmes
| Rang                                | Nom | Pays            | Points |
| ----------------------------------- | --- | --------------- | ------ |
| Médaille d'or, Jeux olympiques      | Estella Agsteribbe Petronella Burgerhof Elka De Levie Helena Nordheim Ans Polak Jud Simons Jacoba Stelma Jacomina Van Den Berg Alida Van Den Bos Anna Van Der Vegt Petronella Van Randwijk Hendrika Van Rumt | Pays-Bas        |        |
| Médaille d'argent, Jeux olympiques  | Bianca Ambrosetti Lavinia Gianoni Luigina Giavotti Virginia Giorgi Germana Malabarba Clara Marangoni Luigina Perversi Diana Pizzavini Luisa Tanzini Carolina Tronconi Ines Vercesi Rita Vittadini            | Italie          |        |
| Médaille de bronze, Jeux olympiques | Annie Broadbent Lucy Desmond Margaret Hartley Amy Jagger Queenie Judd Jessie Kite Marjorie Moreman Edith Pickles Ethel Seymour Ada Smith Hilda Smith Doris Woods                                             | Grande-Bretagne |        |

### Agrès

#### Cheval d'arçons hommes
| Rang                                | Nom               | Pays     | Points |
| ----------------------------------- | ----------------- | -------- | ------ |
| Médaille d'or, Jeux olympiques      | Hermann Hänggi    | Suisse   |        |
| Médaille d'argent, Jeux olympiques  | Georges Miez      | Suisse   |        |
| Médaille de bronze, Jeux olympiques | Heikki Savolainen | Finlande |        |

#### Anneaux hommes
| Rang                                | Nom             | Pays            | Points |
| ----------------------------------- | --------------- | --------------- | ------ |
| Médaille d'or, Jeux olympiques      | Leon Štukelj    | Yougoslavie     |        |
| Médaille d'argent, Jeux olympiques  | Ladislav Vacha  | Tchécoslovaquie |        |
| Médaille de bronze, Jeux olympiques | Emanuel Löffler | Tchécoslovaquie |        |

#### Saut hommes
| Rang                                | Nom             | Pays            | Points |
| ----------------------------------- | --------------- | --------------- | ------ |
| Médaille d'or, Jeux olympiques      | Eugen Mack      | Suisse          |        |
| Médaille d'argent, Jeux olympiques  | Emanuel Löffler | Tchécoslovaquie |        |
| Médaille de bronze, Jeux olympiques | Stane Derganc   | Yougoslavie     |        |

#### Barres parallèles hommes
| Rang                                | Nom            | Pays            | Points |
| ----------------------------------- | -------------- | --------------- | ------ |
| Médaille d'or, Jeux olympiques      | Ladislav Vacha | Tchécoslovaquie |        |
| Médaille d'argent, Jeux olympiques  | Josip Primožič | Yougoslavie     |        |
| Médaille de bronze, Jeux olympiques | Hermann Hänggi | Suisse          |        |

#### Barre fixe hommes
| Rang                                | Nom          | Pays   | Points |
| ----------------------------------- | ------------ | ------ | ------ |
| Médaille d'or, Jeux olympiques      | Georges Miez | Suisse |        |
| Médaille d'argent, Jeux olympiques  | Romeo Neri   | Italie |        |
| Médaille de bronze, Jeux olympiques | Eugen Mack   | Suisse |        |